# 江東区立水神小学校
江東区立水神小学校（こうとうくりつ すいじんしょうがっこう）は、東京都江東区亀戸五丁目にある公立小学校。

## 沿革
出典
- 1925年5月15日 - 東京府南葛飾郡水神尋常高等小学校として創立。
- 1927年 - 東京府南葛飾郡水神尋常小学校と改称。[要出典]
- 1931年4月1日 - 南葛飾郡亀戸町立亀戸尋常夜学校が校内に設立。
- 1932年10月1日 - 東京市水神尋常小学校と改称。
- 1941年4月1日 - 国民学校令により、東京都水神国民学校と改称。
- 1944年8月4日 - 山形県赤湯へ児童474名が学童疎開。
- 1945年3月10日 - 東京大空襲により校舎が全焼。
- 1946年3月19日 - 廃校。
- 1960年
  - 4月 - 第一亀戸小学校内に東京都江東区立水神小学校を設置。
  - 11月5日 - 第一亀戸小学校内に東京都江東区立水神小学校開校。この時点では、第3学年までで、児童数396名だった。また、この日（11月5日）を開校記念日と定めた。
- 1961年2月 - 水神国民学校跡地へ移転。
- 1963年7月7日 - 青少年音楽祭へ出場。
- 1964年
  - 3月1日[2] - 校歌（作詞・作曲: 岡本敏明）が制定される。
  - 3月25日 - 水神小学校第1回卒業式挙行。
  - 10月9日 - 東京オリンピック前夜祭へ5年生が鼓笛隊として出場。
- 1965年 - プールが作られる。
- 1990年12月 - 現在の校舎・体育館が完成。
- 1991年1月 - 新校舎での授業開始。
- 2005年3月 - 大規模校庭改修工事完了。

## アクセス
- JR東日本総武線・東武鉄道亀戸線亀戸駅（北口）から、徒歩約525m・約8分。
- 東武鉄道亀戸線亀戸水神駅から、徒歩約580m・約9分（水神通り経由のルート移動した場合）。

## 著名な卒業生
- 飯島愛
- 風間俊介

## 周辺
- 江東区立亀戸5丁目公園
- 株式会社アンジェリカ アンジェリカ亀戸保育園
- マックスバリュ エクスプレス亀戸センタープラザ店